# Agrotis asandjurae
Agrotis asandjurae är en fjärilsart som beskrevs av Köhler 1965. Agrotis asandjurae ingår i släktet Agrotis och familjen nattflyn. Inga underarter finns listade i Catalogue of Life.